# Chełmsko Śląskie
Chełmsko Śląskie is een dorp in de Poolse woiwodschap Neder-Silezië. De plaats maakt deel uit van de gemeente Lubawka en telt 1900 inwoners.

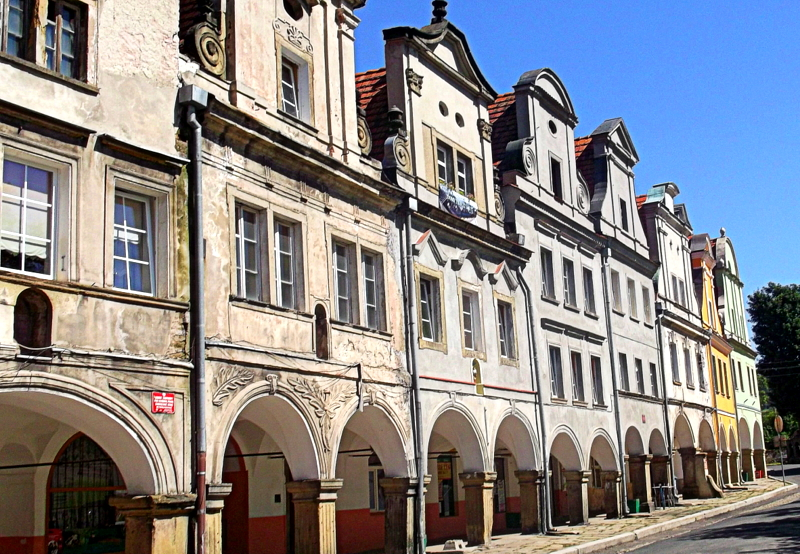
Chełmsko Śląskie

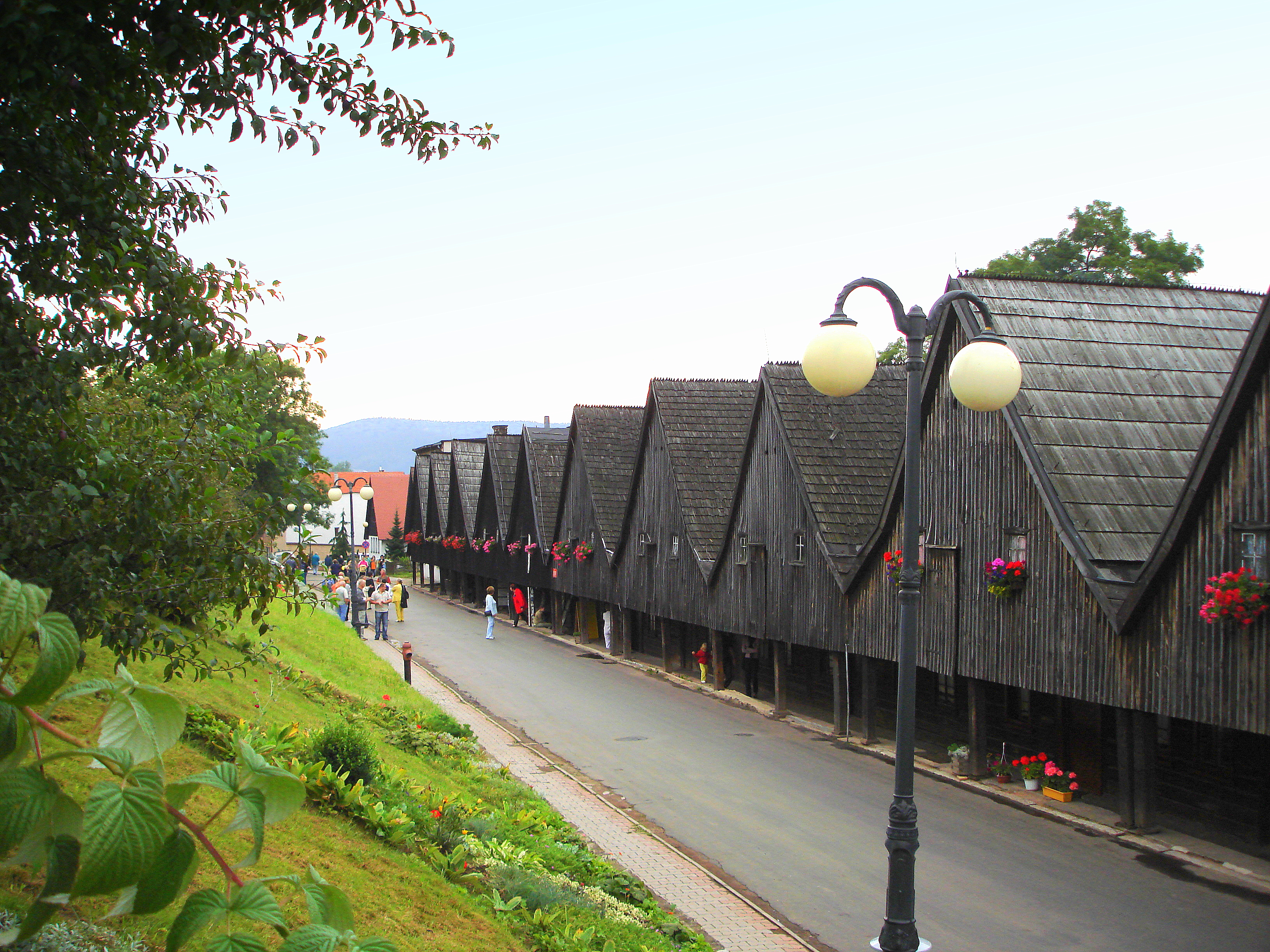
Chełmsko Śląskie

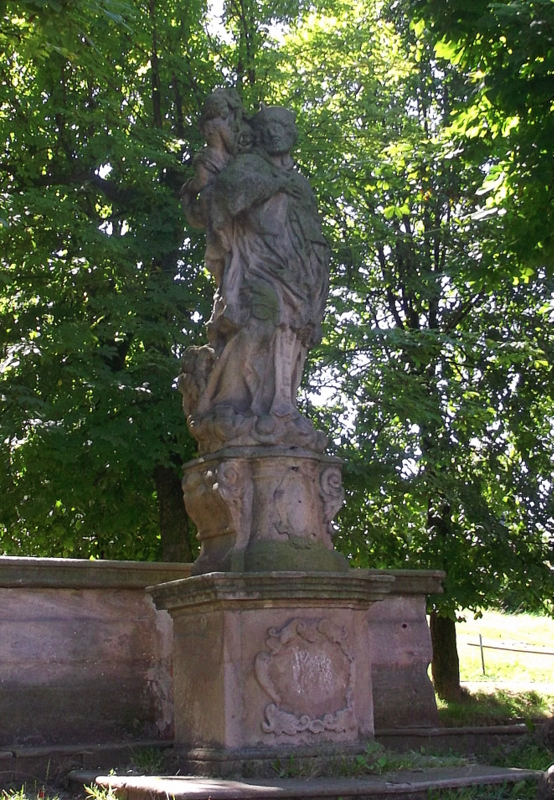
Johannes Nepomucenus

## Verkeer en vervoer
- Station Chełmsko Śląskie